# ويليام ماكدوغال (سياسي كندي)
ويليام ماكدوغال هو قاضي وسياسي كندي، ولد في 1831 في اسكتلندا في المملكة المتحدة، وتوفي في 3 مارس 1886. نشط حزبياً في حزب كندا المحافظ. وقد انتخب عضو مجلس العموم الكندي.